# Викторович, Андрей Александрович
Андрей Александрович Викторович (бел.  Андрэй Віктаровіч, 28 января 1963, Минск, СССР) — белорусский футболист, вратарь.

## Карьера

### Клубная
Клубную карьеру начинал в минском «Тракторе», далее играл в «Спутнике». с 1989 по 1991 годы играл в казахстанском «Целиннике» Целиноград, за который провёл 71 матч во второй союзной лиге. В 1992 году перешёл во владивостокский «Луч», с которым в дебютном сезоне добился права выступать в высшей лиге, где дебютировал 8 марта 1993 года в домашнем матче 1-го тура против «Текстильщика», оставил свои ворота в неприкосновенности. В 1997 году перешёл в омский «Иртыш», однако через 2 года вернулся в «Луч». Провёл довольно успешный сезон в 1998 году, пропустив в 21 матче 14 голов. За национальную сборную Беларуси заигран не был, но, после того как легионерам запретили играть во втором дивизионе, получать российское гражданство не захотел и в 1999 году завершил игровую карьеру.

### Тренерская
В Беларуси оказался востребованным тренером вратарей.Тренерскую карьеру начал в 2000 году в команде «Лунинец», далее работал в командах «Торпедо» Жодино, «Звезда-БГУ» Минск, БАТЭ, «Динамо» Минск, «Берёза-2010», в 2013 году начал тренировать вратарей в «Торпедо-БелАЗе». Работал с вратарями в сборных разных возрастов.